# جيمس بي كولين
جيمس بي كولين (بالإنجليزية: James P. Cullen)‏ هو ضابط أمريكي، ولد في 27 يناير 1945 في كوينز في الولايات المتحدة، وتوفي في 8 ديسمبر 2017 في سكيرديل في الولايات المتحدة.